# 神津俶祐
神津 俶祐（こうづ しゅくすけ、1880年（明治13年）6月5日 - 1955年（昭和30年）2月11日）は、日本の岩石学者・鉱物学者・地球科学者。東北大学名誉教授。理学博士。日本学士院会員。

## 経歴
長野県北佐久郡志賀村（現・佐久市）生まれ。神津清三郎の四男。1905年、東京帝国大学地質学科を卒業。大学院に学んだ。
1907年、農商務技師に任じ、地質調査所技師などを経て1916年、東北帝国大学教授となり、岩石鉱物鉱床学教室を設立した。1917年、理学博士の学位を授与された。1932年、帝国学士院会員。1942年、退官。

## 人物
1929年、兄で長野電鉄創設者の神津藤平方より分家した。住所は長野県北佐久郡志賀村、宮城県仙台市米ヶ袋下町。
火成岩溶融現象を研究した。月長石のX線による研究で世界的に知られるようになった。日本岩石鉱物鉱床学会や日本火山学会の設立にも貢献し、日本の岩石学の近代化を推し進めた。
なお、1969年、岩手県田野畑鉱山（田野畑村）で発見された新種の角閃石には神津閃石の名が献名されている。ただし、神津閃石の英名は2012年に Mangano-ferri-eckermanniteと名称変更されている。

## 家族・親族
神津家
- 父・清三郎[3]
- 兄・藤平[3]（1871年 - 1960年、実業家） - 長野電鉄創設者である。
- 妻・千代（1897年 - ?、神奈川、中村源兵衛の二女）[2][3]
- 養子・進（羽田武嗣郎の四男、羽田孜の弟）
  - 進の息子・健（衆議院議員）

親戚
- 羽田武嗣郎（衆議院議員、羽田孜の父） - 姪・とし子（藤平の娘）は羽田武嗣郎の妻。俶祐は羽田武嗣郎・とし子夫妻の息子・進を養子とした。